# میتسوبیشی پاجرو مینی
میتسوبیشی پاجرو مینی (Mitsubishi Pajero Mini) خودرویی است که از سال ۱۹۹۴ تا ۲۰۱۲ در ژاپن، تولید شده‌است.
این خودرو در کلاس خودرو کی قرار گرفته،است. 

## نگارخانه

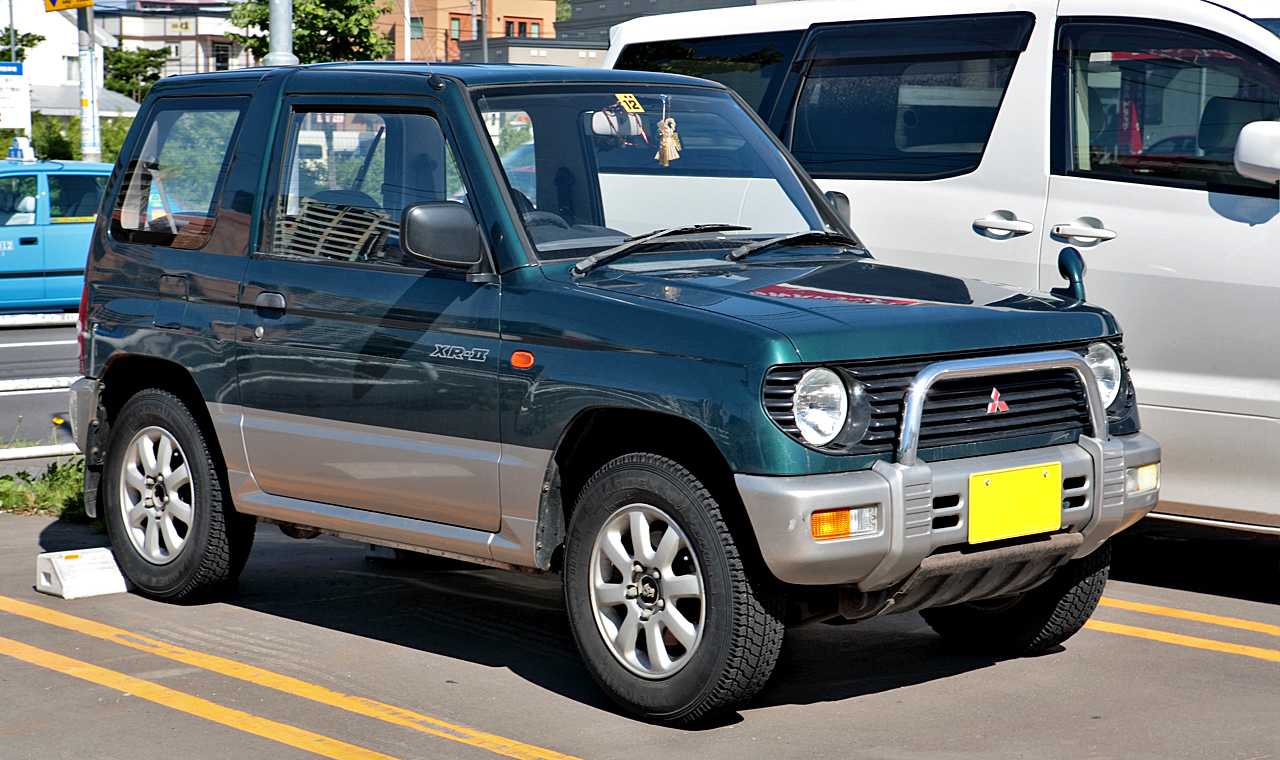
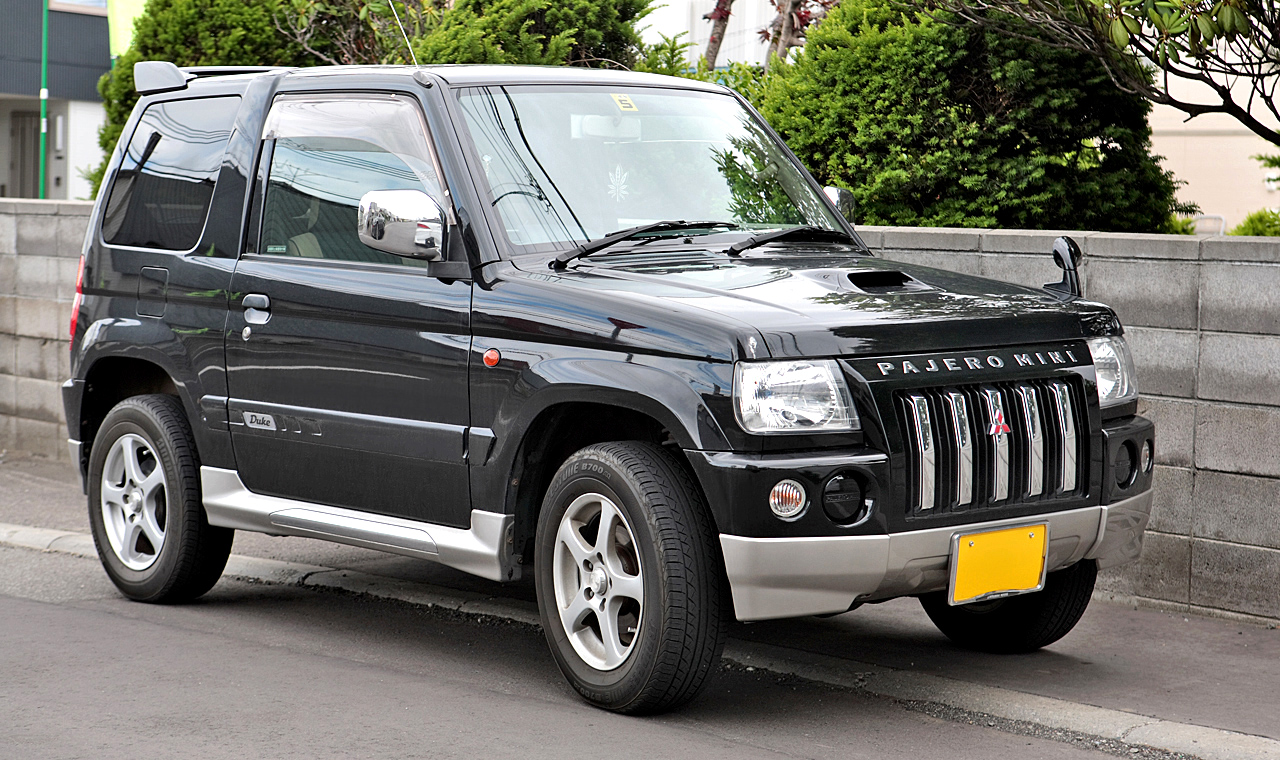
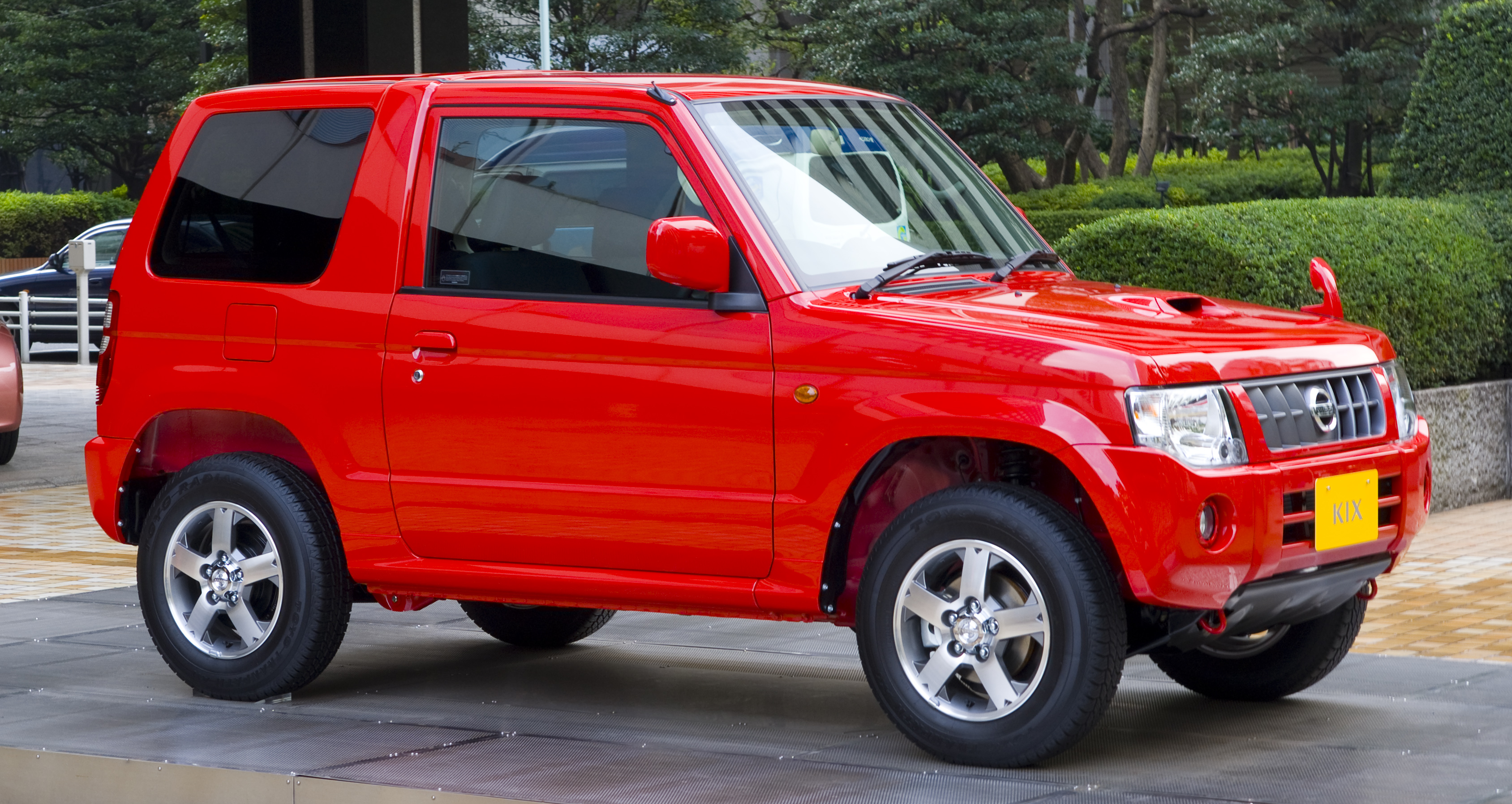
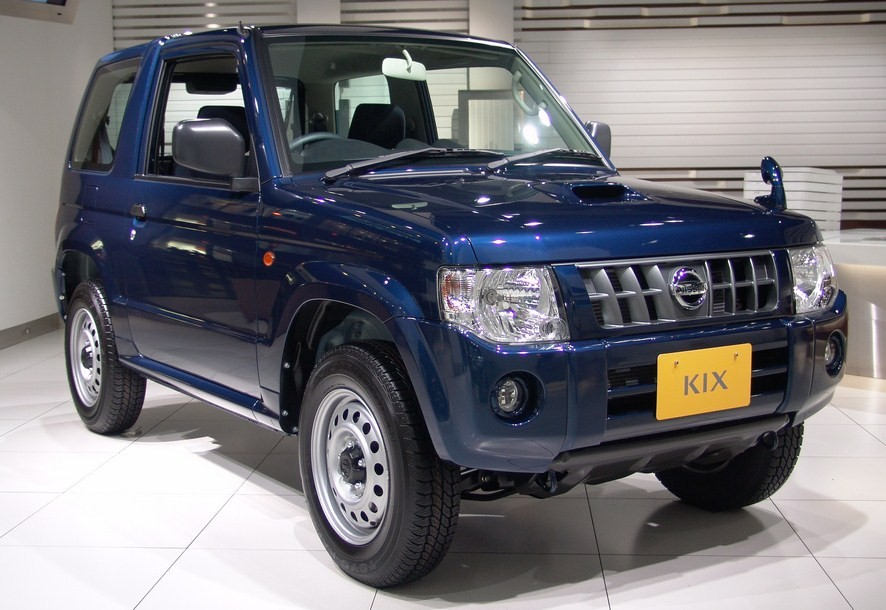
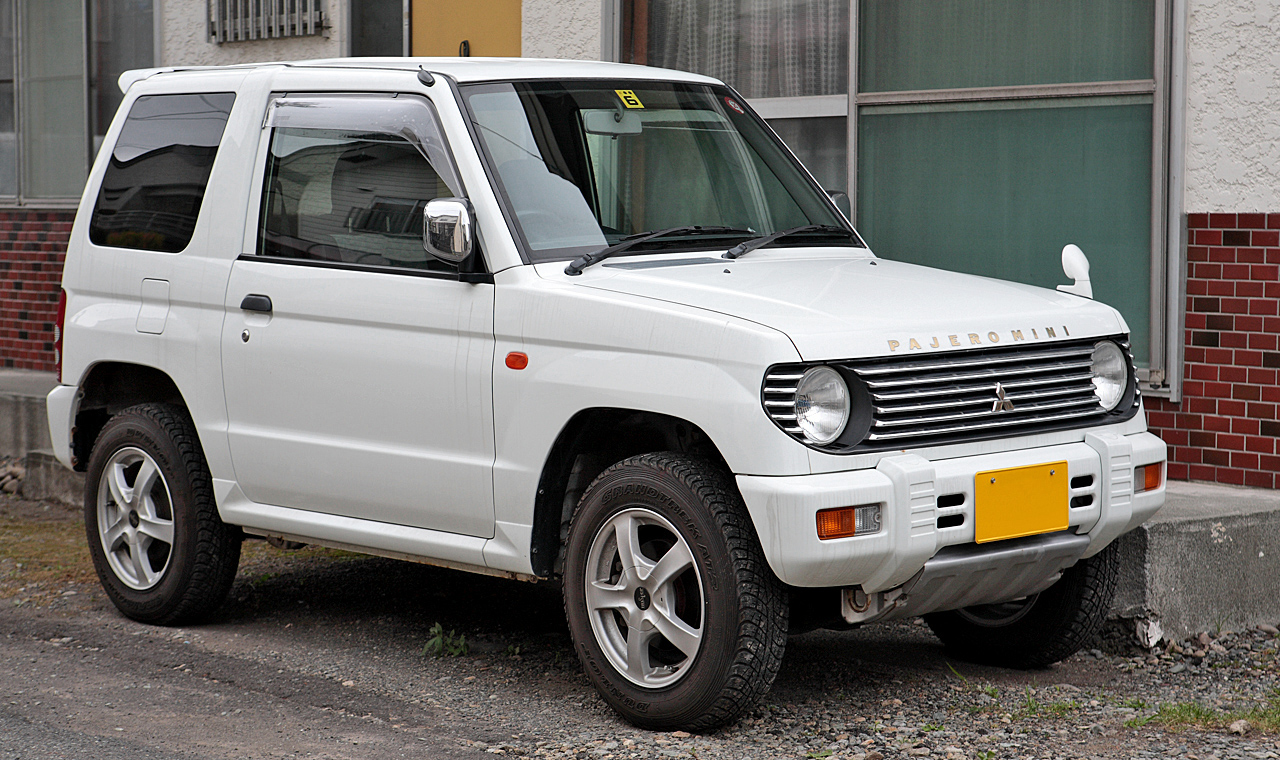
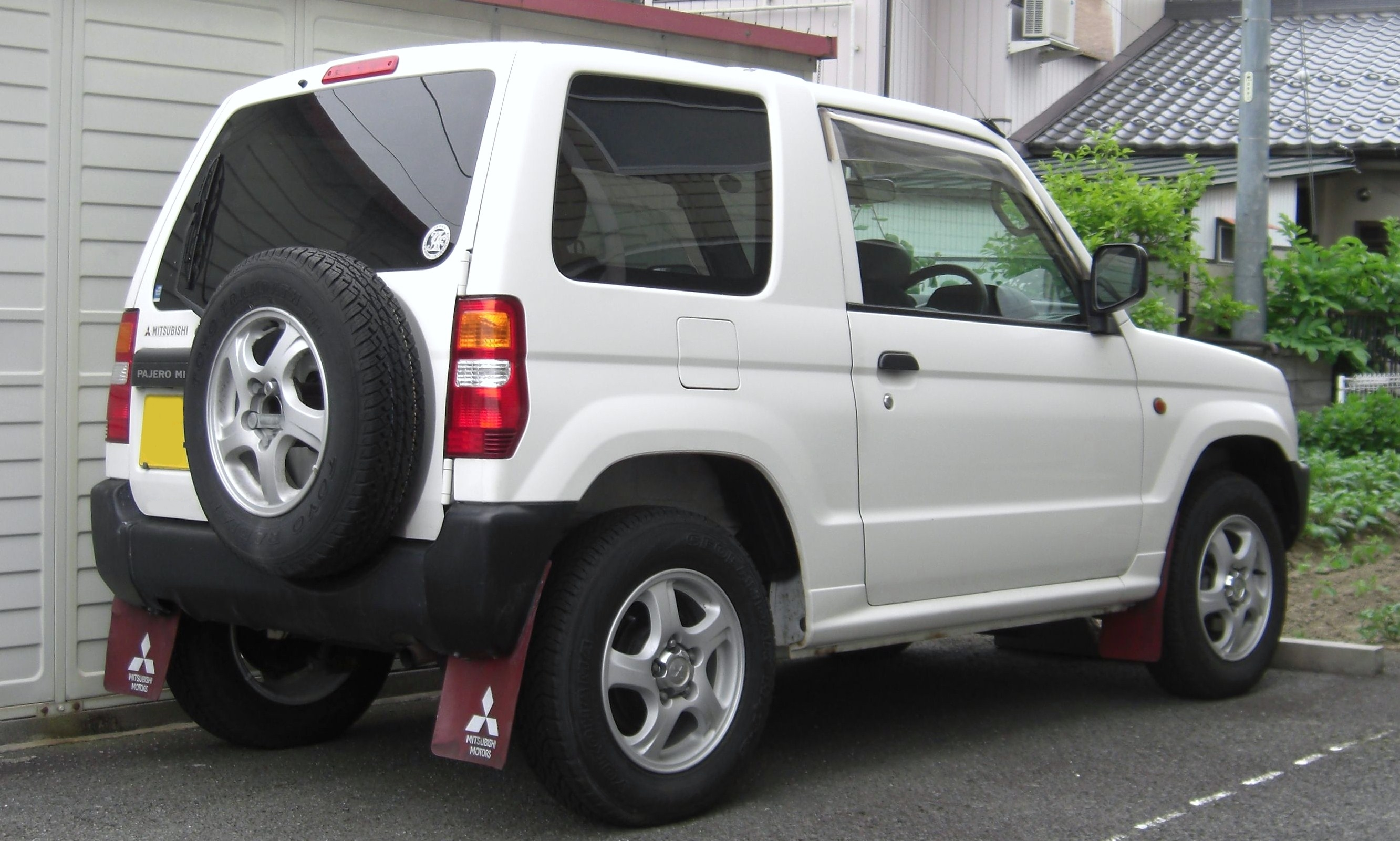
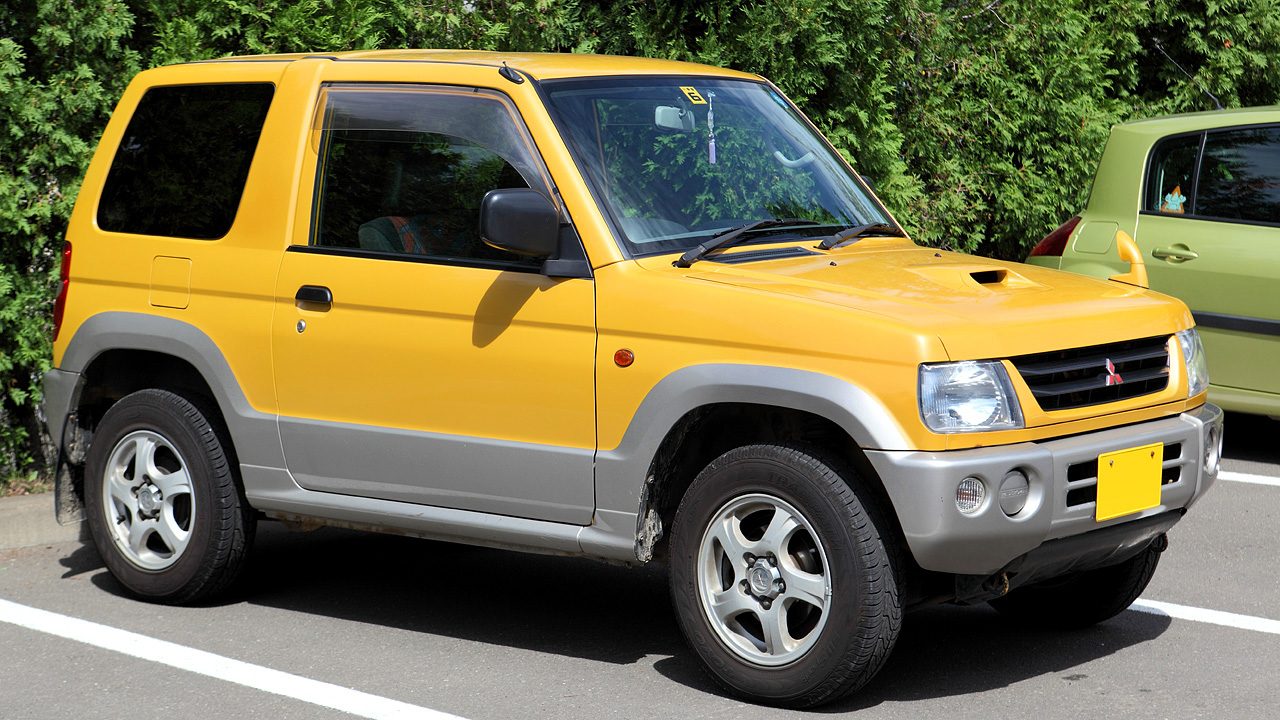
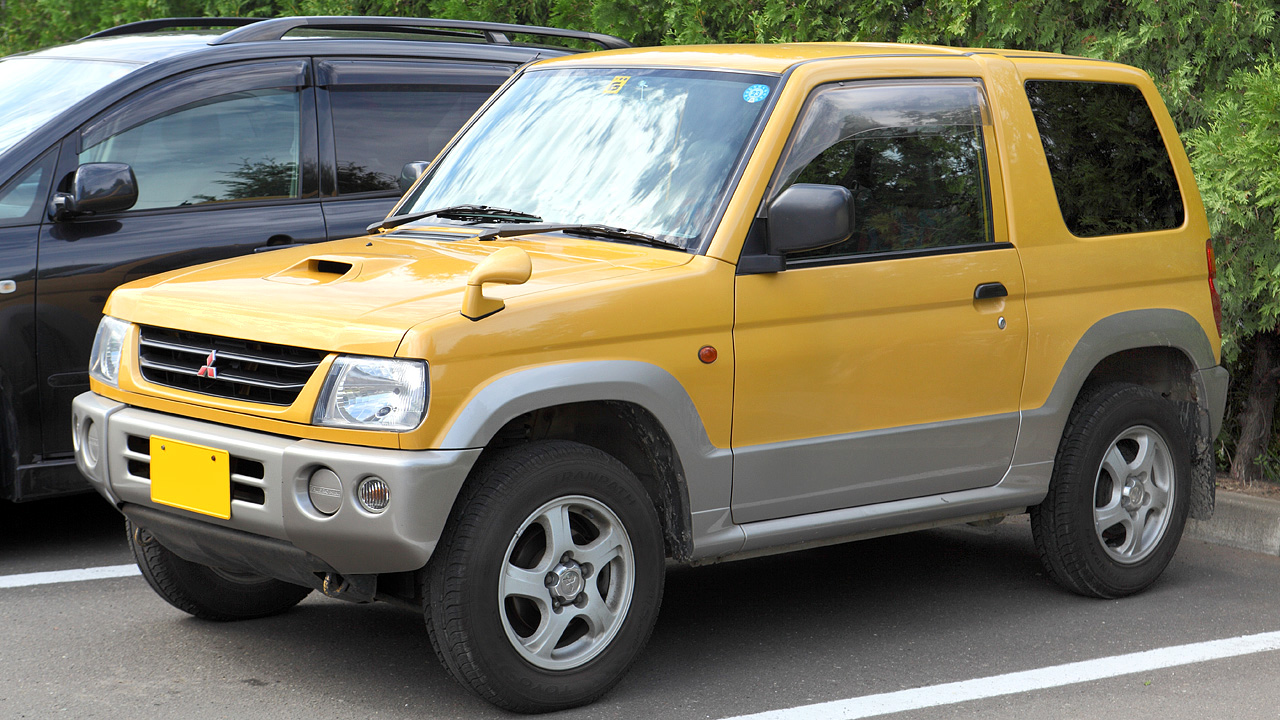